# Остра глава
О̀стра Гла̀ва или Остра глава (на сръбски: Остра Глава или Ostra Glava) е село в Югоизточна Сърбия, Пчински окръг, Град Враня, община Враня.

## География
Селото се намира в областта на Ветернишката клисура. Отстои на 28,6 км северно от окръжния и общински център Враня, на 3,9 км северозападно от село Големо Село, на юг от село Мийовце, на югоизток от село Дупелево, на югозапад от село Студена и на изток от лесковашкото село Равни Дел.

## Население
Според преброяването на населението от 2011 г. селото има 35 жители.

### Етнически състав
Данните за етническия състав на населението са от преброяването през 2002 г.
- сърби – 72 жители (100%)